# Ťi-si
Ťi-si (čínsky pchin-jinem Jīxī, znaky 鸡西) je městská prefektura v Čínské lidové republice. Patří do provincie Chej-lung-ťiang na severovýchodě země.
Samotné město Ťi-si leží na řece Mu-ling-che přibližně 30 kilometrů od hranice s Ruskou federací a 120 kilometrů od jezera Chanka. Celá prefektura sdílí s Ruskou federací poměrně dlouhou hranici.
Prefektura má rozlohu 22 841 čtverečních kilometrů a v roce 2020 měla jeden a půl milionu obyvatel.

## Správní členění
Městská prefektura Ťi-si se člení na devět celků okresní úrovně, a sice šest městských obvodů, dva městské okresy a jeden okres.
| jezero Chanka Ťi-kuan Cheng-šan Ti-tao Li-šu Čcheng-c’-che Ma-šan okres · Ťi-tung městský okres · Chu-lin městský okres · Mi-šan |          |                       |                       |             |                                         |
| Název | Název    | Počet obyvatel (2010) | Počet obyvatel (2020) | Rozloha km² | Hustota zalidnění (obyv. na km²) (2020) |
| český přepis | znaky    | Počet obyvatel (2010) | Počet obyvatel (2020) | Rozloha km² | Hustota zalidnění (obyv. na km²) (2020) |
| Městské obvody |          |                       |                       |             |                                         |
| Ťi-kuan | 鸡冠区   | 365 385               | 402 345               | 147         | 2 739                                   |
| Cheng-šan | 恒山区   | 160 180               | 87 822                | 548         | 160                                     |
| Ti-tao | 滴道区   | 103 646               | 65 980                | 501         | 132                                     |
| Li-šu | 梨树区   | 76 361                | 39 833                | 409         | 97                                      |
| Čcheng-c’-che | 城子河区 | 127 290               | 69 951                | 179         | 390                                     |
| Ma-šan | 麻山区   | 30 097                | 17 301                | 416         | 42                                      |
| Městské okresy |          |                       |                       |             |                                         |
| Chu-lin | 虎林市   | 317 884               | 267 870               | 11 730      | 23                                      |
| Mi-šan | 密山市   | 407 451               | 339 103               | 7 572       | 45                                      |
| Okres |          |                       |                       |             |                                         |
| Ťi-tung | 鸡东县   | 273 871               | 211 855               | 3 340       | 63                                      |
| |          |                       |                       |             |                                         |
| Celkem | Celkem   | 1 862 165             | 1 505 060             | 24 841      | 60                                      |

## Partnerská města
- Okres Novosibirsk, Rusko (4. červenec 2014)
- Samčchok, Jižní Korea (21. květen 2008)